# Triangle de Kepler

Un triangle de Kepler és un triangle rectangle format per tres quadrats amb àrees en progressió geomètrica segons la proporció daurada.

Un triangle de Kepler és un triangle rectangle amb longituds d'aresta en una progressió geomètrica en el qual la proporció comuna és √φ, on φ és la proporció daurada, i pot ser escrit: {\displaystyle 1:{\sqrt {\varphi }}:\varphi }, o aproximadament 1 : 1.272 : 1.618. Els quadrats de les arestes d'aquest triangle estan en progressió geomètrica segons la proporció daurada.
Els triangles amb tals proporcions es van anomenar en honor del matemàtic i astrònom alemany Johannes Kepler (1571–1630), qui va demostrar primer que aquest triangle és caracteritzat per una proporció entre el seu costat curt i la hipotenusa igual a la proporció daurada. Els triangles de Kepler combinen dos conceptes matemàtics claus—el teorema de Pitàgores i la proporció daurada—que van fascinar profundament Kepler, tal com expressava:
Algunes fonts afirmen que a la Gran Piràmide de Gizeh s'hi pot reconèixer un triangle amb dimensions aproximades a un triangle de Kepler, convertint-la en una piràmide daurada.

## Derivació
El fet que un triangle amb arestes, {\displaystyle 1}, {\displaystyle {\sqrt {\varphi }}} i {\displaystyle \varphi } formi un triangle rectangle es deriva directament de reescriure el polinomi quadràtic definitiu per la proporció daurada {\displaystyle \varphi }:
{\displaystyle \varphi ^{2}=\varphi +1}
A la forma del teorema de Pitàgores:
{\displaystyle (\varphi )^{2}=({\sqrt {\varphi }})^{2}+(1)^{2}.}

## Relació amb la mitjana aritmètica, geomètrica i harmònica
Per a nombres reals positius a i b, la seva mitjana aritmètica, mitjana geomètrica, i mitjana harmònica són les longituds dels costats d'un triangle rectangle si i només si aquest triangle és un triangle de Kepler.

## Construint un triangle de Kepler

Un mètode per construir un triangle de Kepler via un rectangle daurat.

Un triangle de Kepler pot ser construït només amb compàs i regla única primer creant un rectangle daurat:
1. Construïu un quadrat unitari.
2. Dibuixeu una línia des del punt mig d'un costat del quadrat fins a un cantó oposat
3. Useu aquesta línia com el radi per dibuixar un arc que defineixi l'alçada del rectangle.
4. Completeu el rectangle daurat.
5. Useu el costat més llarg del rectangle daurat per dibuixar un arc que intersequi el costat oposat del rectangle i defineixi la hipotenusa del triangle de Kepler.

Kepler el va construir de forma diferent. En una carta al seu professor Michael Mästlin, va escriure, "Si en una línia que és dividida en proporció extrema i mitjana es construeix un triangle inclinat a la dreta, tal que l'angle recte es troba en el perpendicular al punt de secció, llavors la línia més petita serà igual al segment més llarg de la línia dividida.."

## Una coincidència matemàtica

El cercle i el quadrat tenen aproximadament el mateix perímetre

En el triangle de Kepler amb costats {\displaystyle 1,{\sqrt {\varphi }},\varphi ,} considereu:
- El cercle que el circumscriu, i
- Un quadrat amb costat igual a l'aresta mitjana del triangle.

Llavors els perímetres del quadrat ({\displaystyle 4{\sqrt {\varphi }}}) i el cercle ({\displaystyle \pi \varphi }) coincideixen fins a un error de menys de 0.1%.
Aquesta és la coincidència matemàtica.{\displaystyle \pi \approx 4/{\sqrt {\varphi }}} El quadrat i el cercle poden no tenir exactament el mateix perímetre, perquè en aquest cas un seria capaç de solucionar el clàssic (impossible) problema de la quadratura del cercle. En altres paraules, {\displaystyle \pi \neq 4/{\sqrt {\varphi }}} perquè {\displaystyle \pi } és un nombre transcendent.

## Curiositats
Segons algunes fonts, els triangles de Kepler apareixen en el disseny de les piràmides egípcies. La diagonal del pis de la cambra del Rei, més l'amplada de la cambra, dividides per la longitud de la cambra és molt propera a la proporció daurada. Tanmateix, segons diversos becaris que han investigat aquesta relació, els antics egipcis probablement no coneixien la coincidència matemàtica que implica el número {\displaystyle \pi } i la proporció daurada {\displaystyle \varphi }.

El tall de la piràmide de Kheops és molt aproximada a dos triangles de Kepler enfrontats.